# Vallonia hoppla
Vallonia hoppla war eine auf dem Land lebende Schneckenunterart aus der Familie der Grasschnecken (Valloniidae). Sie erregte besonders wegen ihres ungewöhnlichen Namens einige Aufmerksamkeit.

## Merkmale
Die Gehäuse sind mittelgroß (2,3 bis 2,6 mm breit, 1,1 bis 1,4 mm hoch) und annähernd scheibenförmig, mit einem flachkonischen und über den letzten Umgang deutlich erhobenen Gewinde. Der Protoconch macht circa 1¼ der insgesamt circa 3 1/3 Umgänge aus. Die Umgänge nehmen langsam und gleichmäßig zu, und sie sind durch tiefe Nähte voneinander getrennt. Sie sind gut gerundet und umgreifen sich nur wenig. Im Querschnitt sind diese gleichmäßig gerundet, und im letzten Viertelumgang kurz-eiförmig und etwas exzentrisch. Der letzte Umgang verläuft vor der Mündung im Profil waagerecht, meistens jedoch leicht ansteigend und hinterher absteigend. Die Mündung ist stark schräggestellt. Sie ist deutlich breiter als hoch und häufig mit zipfelförmig nach links gezogenen Insertionen. Sie wird dann eiförmig und proximal schmaler. Die Mundsaumansätze an die vorige Windung sind einander genähert und durch einen kräftigen Kallus miteinander verbunden. Die Mündung besitzt keine nach innen abgesetzte Lippe, allenfalls einen Mundsaumumschlag, welcher leicht verdickt sein kann. Der Mundsaum ist kurz und nach außen aufgebogen. Die Umgänge des Teleoconch weisen zahlreiche Rippen auf, welche regelmäßig und dicht aufeinanderfolgen und im Bereich der Mündung etwas enger stehen. Die Rippen sind niedrig, schmal und scharf und annähernd fadenförmig abgesetzt. Im Rippenzwischenraum sind meistens zwei unauffällige Anwachsstreifen.

## Geographische Verbreitung
Vallonia hoppla hoppla ist aus dem obersten Oligozän, dem Chattium des Mainzer Beckens, Hessen: Hochheim-Flörsheim bei Wiesbaden, in Deutschland, sowie aus dem Unteren Miozän, dem Agenium von  Montaigu-le-Blin in Zentralfrankreich, bekannt.

## Ähnliche Arten
Vallonia hoppla campactula ist im Vergleich kleiner und weniger voluminös und besitzt nur 2 7/8 bis 3 1/8 Umgänge, wovon 1 bis 1 1/8 das Embyronalgehäuse darstellen. Ihre Verbreitung ist bei Frankfurt am Main gewesen. Vallonia hoppla ähnelt auch der rezenten Art Vallonia mionecton mionecton. Vallonia mionecton mionecton besitzt jedoch einen größeren Gehäusedurchmesser mit einer flacheren Gestalt und einem fast ebenen Gewinde. Der Nabel ist flacher schüsselförmig und die Windungen steigen erst zur Mündung stärker an. Sie weist auch eine dichtere Rippung auf.

## Systematik und Nomenklatur
Die Art wurde 1996 von Jochen Gerber im Rahmen seiner Revision der Gattung Vallonia erstbeschrieben. Der Erstbeschreibung lagen Aufsammlungen zugrunde, die von Volker Fahlbusch und Gerhard Storch 1980 an der Typlokalität gemacht wurden.
Der Artname ist hergeleitet vom deutschen „Hoppla!“, einem Ausruf plötzlichen Erstaunens.
Im gleichen Text beschrieb Gerber noch weitere Arten mit solch ungewöhnlichen Namen, die sich allerdings nur Sprechern der deutschen Sprache erschließen.